# Municipio de Cozumel
Cozumel (del maya: Kosom lumil ‘Golondrina, Tierra de las golondrinas’) es una isla mexicana, la tercera más grande y la segunda más poblada del país.
Se ubica a diecinueve kilómetros de la costa, en el mar Caribe, a sesenta y dos km al sur de Cancún y constituye (junto a los enclaves continentales Calica y Xel-Há) uno de los 11 municipios del estado de Quintana Roo. Su cabecera y ciudad más poblada es San Miguel de Cozumel.
Fue desde el diecinueve de marzo del 2016 incluida por la UNESCO como parte de la Red Mundial de Reservas de la Biosfera.

## Geografía

Mapa topográfico de la isla.

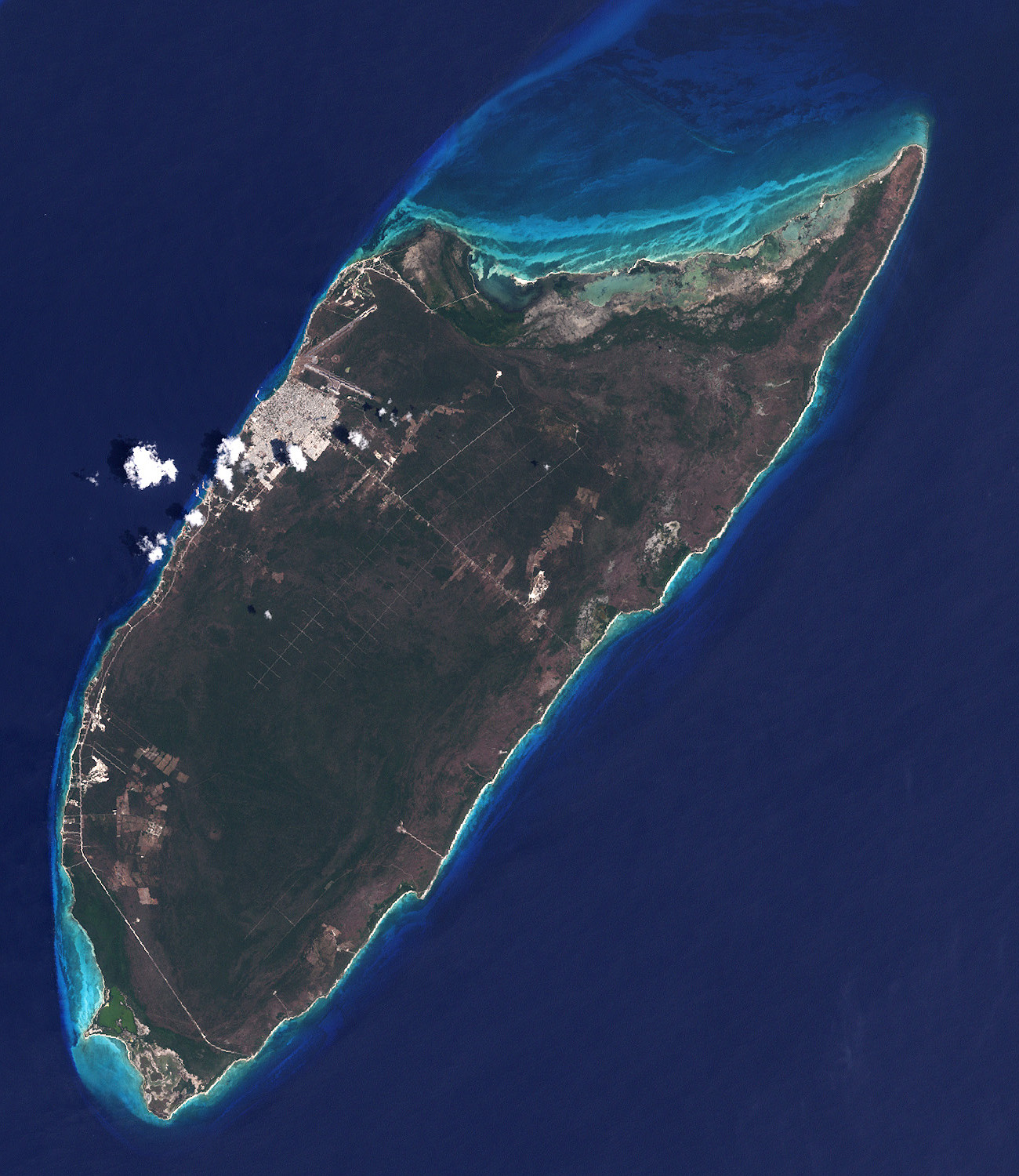
Imagen por satélite de la isla en 2001.

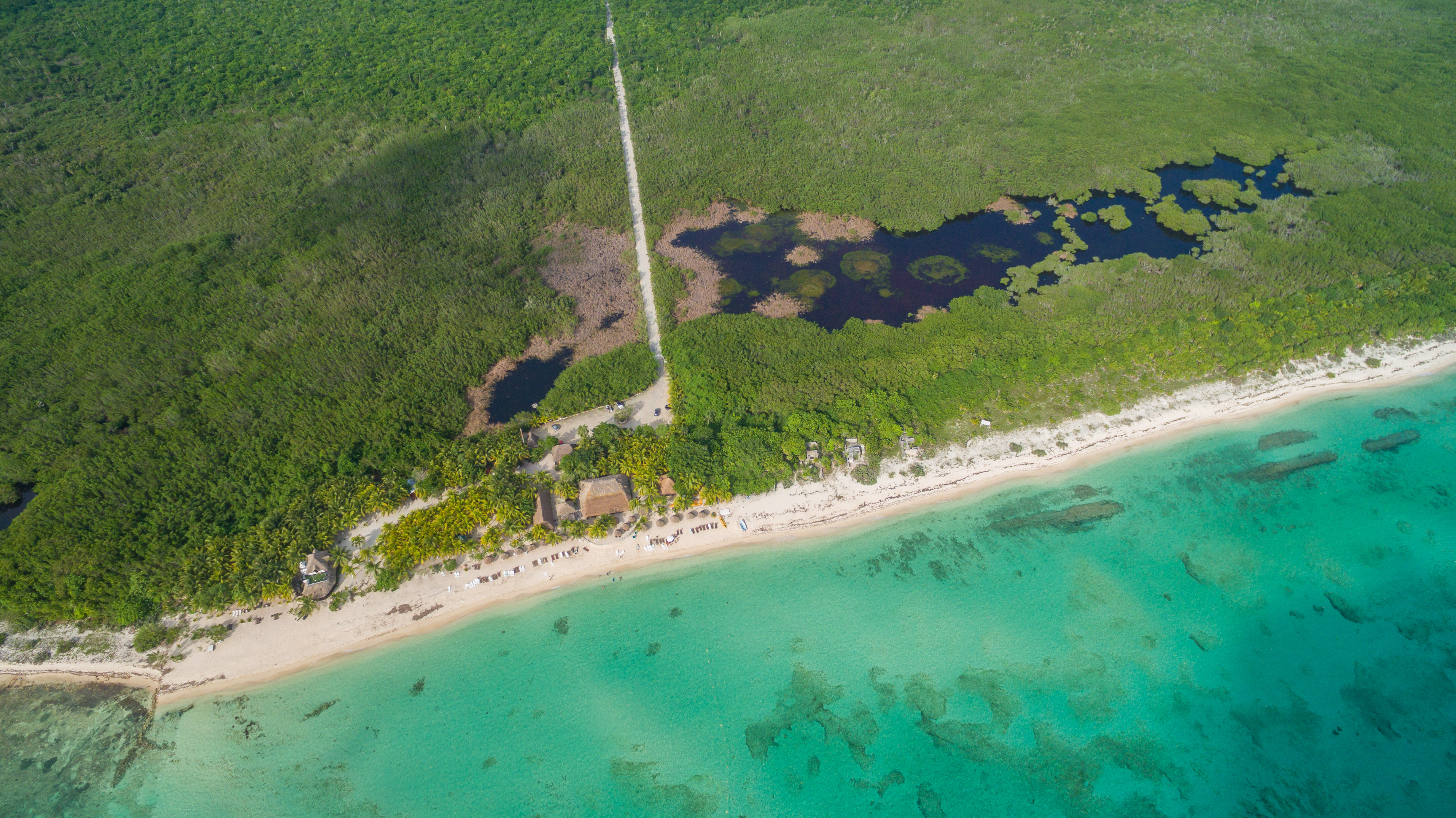
Vista aérea de la playa Palancar en Cozumel

Ubicada en el Caribe mexicano, Cozumel es una isla llana formada de roca caliza, la misma que proviene de los arrecifes. La elevación natural más importante en la isla está a menos de 13 m s. n. m. Los cenotes formados por la filtración de agua a través de la piedra caliza durante miles de años, pueden ser explorados nadando o mediante actividades como el snorkel y el buceo; pueden apreciarse distintas especies marinas.
La isla mide alrededor de 48 km de norte a sur y 14.8 km de este a oeste, lo que la convierte en la tercera isla más grande de México después de la Isla del Tiburón en el estado de Sonora y la Isla Ángel de la Guarda en Baja California. Ubicada a 20 km al este del litoral oriental de la península de Yucatán, y a 60 km al sur de Cancún, tiene una extensión de 647.33 km² comparada con 1,208 km² de la Isla del Tiburón y 895 km² de la Isla Ángel de la Guarda.
También en Cozumel se encuentra el punto más oriental de México, denominado "Punta Molas".
Cozumel posee un clima húmedo con abundantes lluvias en verano y escasa en invierno, con una temperatura anual media mayor a los 18 °C (Instituto de Geografía, 2007). Al ser rodeada por aguas cálidas del mar Caribe o mar de las Antillas (Wang y Edfield, 2003), así como por la corriente del canal de Yucatán originan la prevalencia de altas presiones que afecta a la porción norte y noroeste peninsular, por lo que en el verano se presenta suficiente nubosidad para el depósito de considerable cantidad de lluvia. Asimismo, Cozumel es atravesada constantemente por Ondas Tropicales que generan cinturones de vientos ocasionando lluvias torrenciales principalmente en el verano (Orellana, et al., 2008).
Cozumel tiene al menos 27 tipos de vertebrados endémicos, algunos de los cuales son:
- Mapache pigmeo (Procyon pygmaeus);
- Coatí isleño (Nasua narica nelsoni);
- Lagartija picasombra (Aspidoscelis cozumela);
- Cuitlacoche de Cozumel (Toxostoma guttatum);
- Vireo de Cozumel (Vireo bairdi);

Durante un tiempo se creyó que el pez sapo espléndido (Sanopus splendidus) era endémico a la costa de Cozumel, sin embargo, ya se han registrado individuos de esta especie en Puerto Morelos, Cancún y Belice.

## Historia

### Historia antigua

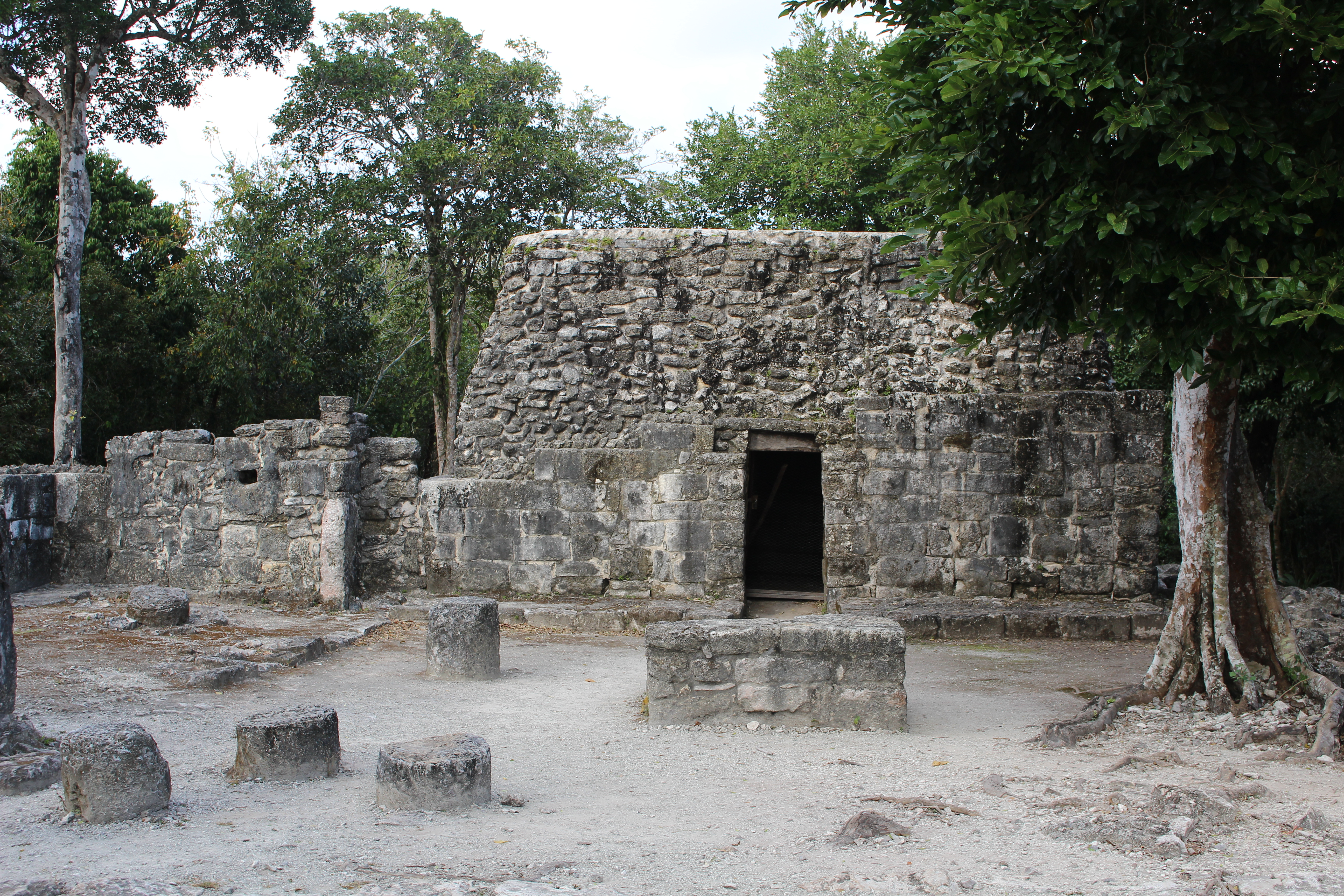
Ruinas mayas de San Gervasio

Las investigaciones más recientes indican que los primeros pobladores de la isla de Cozumel arribaron a ella alrededor del siglo II a. C. Aunque no identificados plenamente, se cree que estos individuos eran parte de grupos seminómadas caribes, dedicados indistintamente a la pesca y la cacería.
Una segunda ola migratoria más organizada arribó en el siglo III. Esta se integraba con grupos mayas identificados como procedentes de la región del Petén guatemalteco, al sur de la Península de Yucatán, con un nivel cultural definitivamente superior a sus antecesores, eran sedentarios, conocían la agricultura y dominaban técnicas arquitectónicas, así mismo se encuentran vestigios de su actividad en algunas construcciones y restos de alfarería hallados en el centro norte de la isla, en la zona conocida actualmente como Santa Rita y parte de San Gervasio.
La tercera oleada migratoria, en las postrimerías del clásico maya, inició su arribo en el siglo VIII y llegó procedente de Tabasco y del sur de Campeche. La formaban grupos mayas-chontales de la rama putún, navegantes y comerciantes que en su ruta llegaban hasta Centroamérica y que hicieron de Cozumel un punto importante de su área de influencia. Este grupo introdujo a la isla nuevas formas de organización social, otros estilos arquitectónicos y nuevos cultos religiosos, entre los que destacó la devoción a la diosa Ix Chel, deidad de la luna, fertilidad y nacimiento, y que en la isla tuvo su principal santuario, dando origen a un rito de peregrinación de todo el mundo maya hacia Cozumel.
El Chilam Balam de Chumayel recuerda la dispersión maya por el rumbo del Caribe:

..."Cuando se multiplicó la muchedumbre de los hijos de la Tierra, fue el centro Cuzamil, la flor de la Tierra, la jícara de la Tierra, el primer árbol de la Tierra, el corazón de la Tierra"...
Chilam Balam de Chumayel

El mejor testimonio de alto nivel cultural y de organización social que alcanzó este grupo lo constituyen los numerosos vestigios arqueológicos que existen en toda la superficie de la isla. Para 1200, en Centroamérica prevalecía el comercio con tierras lejanas, cuyo enlace principal era Cozumel. Fue en esta isla donde toda clase de mercancía llegó de lugares lejanos. Los artículos se almacenaban en canoas antes de enviarse a otros puntos de distribución.

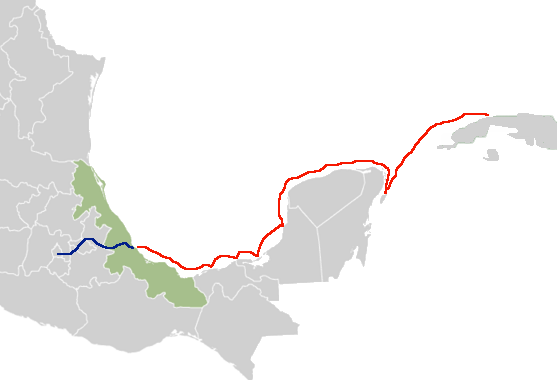
Cozumel fue parte de la ruta de Hernán Cortés en la conquista de México (1519–1521).

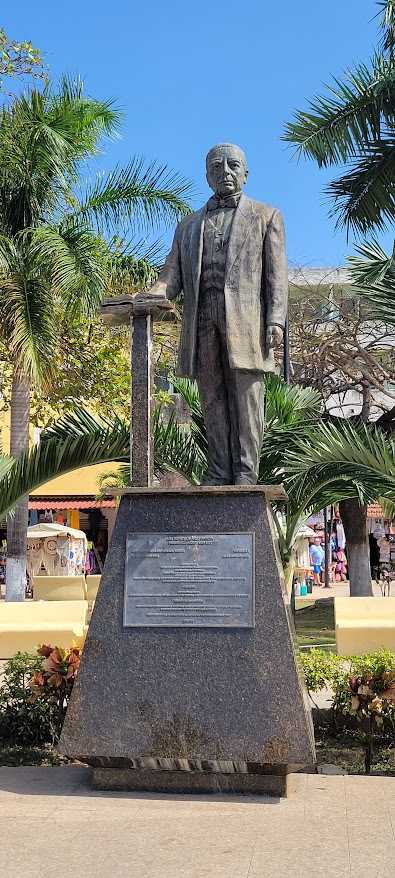
Monumento a Benito Juárez en Cozumel

El 3 de mayo de 1518 el capitán español Juan de Grijalva, fue el primer español en descubrir y desembarcar en la isla que llamó de la "Santa Cruz de la Puerta Latina", fue en ese viaje cuando días más tarde se ofició en playas de Cozumel la primera misa cristiana en territorio mexicano. Un año más tarde en febrero de 1519, Hernán Cortés inicia la conquista de México desembarcando en Cozumel, donde incorporó a sus fuerzas al náufrago Gerónimo de Aguilar, quien fue uno de los primeros intérpretes al servicio del conquistador. Otro náufrago Gonzalo Guerrero se negó a retornar: después de ocho años se había adaptado a las costumbres indígenas e incluso se había casado con una dama principal y tenía tres hijos, de aquí que se le considere el padre del mestizaje en México.
Durante la estancia de Cortés en la isla se presentó ante él una persona que se dijo señor de La tienda (y de la isla). Tras una larga charla, Cortés le habló sobre el rey de España y la fe católica, además de recalcar sus intenciones pacíficas si toda la gente de la isla se subordinaba ante España. Aquel halach uinik aceptó las condiciones y mandó llamar a otros batabob de la isla. Unos días después todos los pueblos volvían a su vida habitual, abandonando aparentemente el culto a sus dioses y adorando a la cruz cristiana y a una imagen de la Virgen que Cortés les instaló. Antes de partir y por consejo de Jerónimo de Aguilar, el halach uinik de Cozumel pidió a Cortés una carta o salvoconducto que describiera que la población no fuese agredida por futuras expediciones españolas a la isla, la cual fue otorgada. El 4 de marzo de 1519 los conquistadores españoles zarparon de Cozumel despidiéndose amigablemente de los mayas de la isla.
Hacia 1525 Francisco de Montejo hizo una solicitud al rey de España para que autorizara la conquista y desarrollo de la isla de Cozumel (Montejo era uno de los capitanes que llegara con Cortés nueve años antes). Francisco de Montejo llegó a Cozumel el 29 de septiembre de 1527 y le dio el nombre cristiano de San Miguel de Xamancab. Cuando los españoles se familiarizaron con la costa del Golfo de México, se dieron cuenta de que no tenían que parar en la isla, excluyéndola como puerto de arribo para los barcos españoles. Al mismo tiempo, como efecto inmediato de la conquista, el intercambio maya fue nulificado y se suprimió el culto a la diosa Ix Chel. Los isleños, sin contar más con su principal actividad económica, se vieron forzados a depender solo de la agricultura para su supervivencia.
Durante la colonia la isla quedó prácticamente deshabitada, pues se conjugaron varios factores que limitaron la permanencia y crecimiento del grupo indígena: el azote causado por las enfermedades traídas por los españoles, la explotación a que fueron sometidos, el derrumbe de su sistema económico, su organización social e incluso el colapso de su religión y costumbres. Ante el abandono, la isla fue frecuentemente refugio de piratas y corsarios que tenían al Caribe como centro de operaciones. No tuvieron una base permanente en la isla, pero ocasionalmente recalaban en ella para abastecerse de agua, alimentos frescos y reparar sus navíos. Entre estos ladrones del mar en 1571, después del combate entre fuerzas españolas y corsarios franceses 10 corsarios murieron (incluyendo el jefe, Pierre Chuetot) y 10 cayeron prisioneros en la isla, trasladados a Mérida primero y después a México, fueron juzgados, condenados y ajusticiados por el tribunal de la Santa Inquisición.
A mediados del siglo XIX, como consecuencia de la rebelión indígena en la península, conocida como Guerra de Castas (1847), se inicia un proceso de repoblamiento con el arribo de familias procedentes casi todas de Valladolid, Sabán Tihosuco y Chemax, del estado de Yucatán y fundan los poblados de el Cedral (antiguamente Oy ib), al sur de la isla y San Miguel en la costa noroeste.
En el principio, el desarrollo comercial enfoque en la venta de rebeldes Mayas a Cuba como esclavos y el negocios del contrabando. Más tarde, explotación de frutas, henequén, chicle y copra logró consolidar esos poblados, que para fines de siglo XIX contaban cada uno con aduana, escuela y guarnición (gobierno municipal solo la segunda).

### Historia moderna

Iglesia de San Miguel

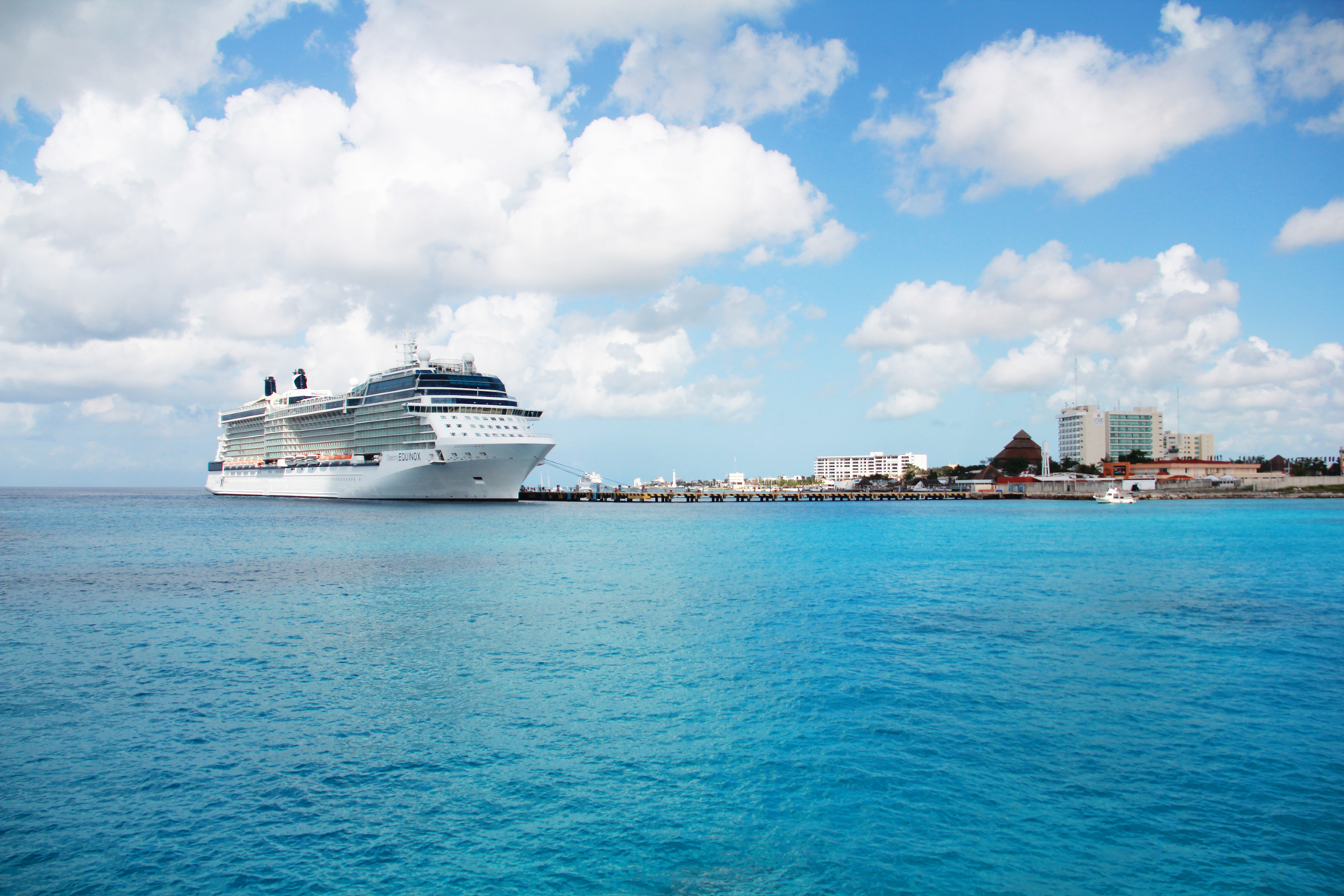
Puerto de cruceros en San Miguel de Cozumel; el barco en la imagen es el Celebrity Equinox.

En el siglo XX y especialmente después de la Segunda Guerra Mundial, el desarrollo de las vías de comunicación y de la infraestructura de servicios abrió la posibilidad del desarrollo turístico, actividad que a la fecha es la base de la economía local. Atraídos por las aguas cristalinas, los amantes del buceo venían a la isla y regresaban a casa con historias de las magníficas vistas submarinas. Rene Cardona, Sr. dio a conocer en 1956 la riqueza de los arrecifes de coral que rodean la isla, lo que hizo que los entusiastas por lo submarino se enteraran de la existencia de Cozumel.
El buceo y los muelles de Cozumel han hecho conocer la isla a nivel internacional y la han colocado entre los primeros lugares a nivel mundial en cuanto a arribo de cruceros turísticos y es el primer destino turístico de este tipo de embarcaciones en México.

## Demografía

Principales localidades

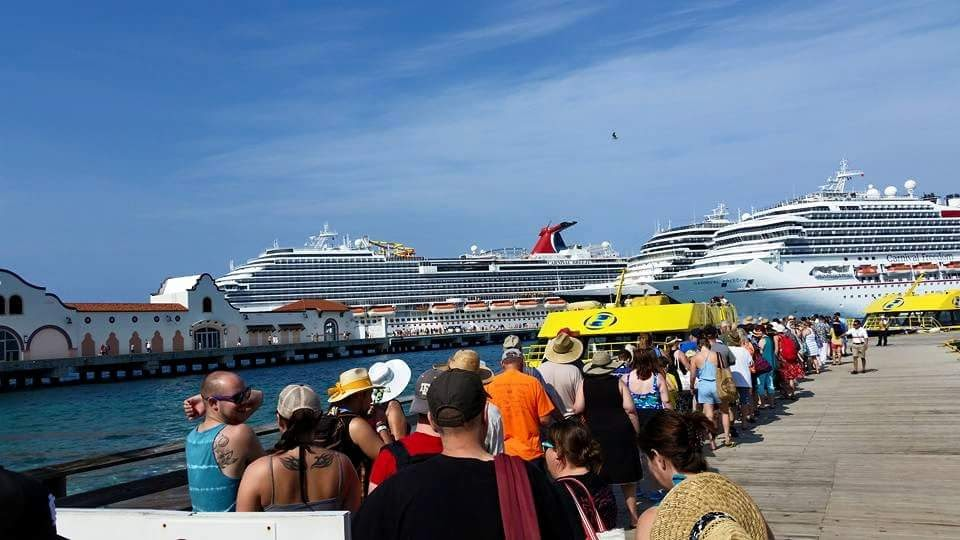
Varios cruceros atracados en Cozumel. De izquierda a derecha: el Carnival Breeze, un barco sin nombre de Holland America Line y el Carnival Freedom.

De acuerdo con cifras del Censo de Población y Vivienda del 2020, en el municipio había 88.626 habitantes permanentes, de los cuales 44.415 son hombres y 44.211 son mujeres.

### Localidades
En el territorio del municipio hay un total de 144 localidades, la población de las principales es la siguiente:
| Localidad             | Población |
| Total municipio       | 88 626    |
| San Miguel de Cozumel | 84 519    |
| Las Fincas            | 1 403     |
| Ranchitos             | 761       |
| San Fernando          | 505       |
| La Esperanza          | 434       |
| La Estrella           | 181       |

## Economía

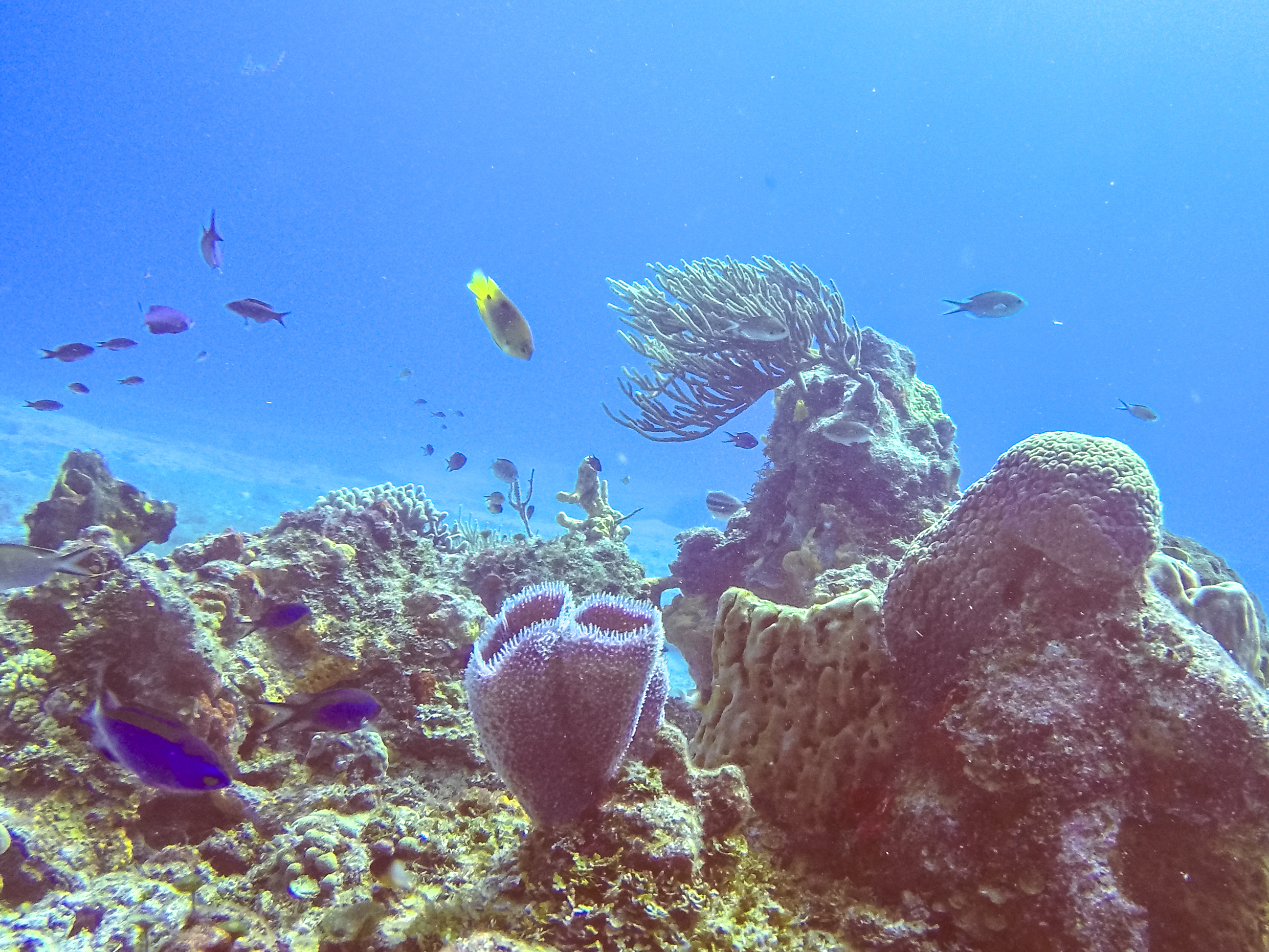
Arrecifes de coral y vida marina en el parque nacional Arrecifes de Cozumel

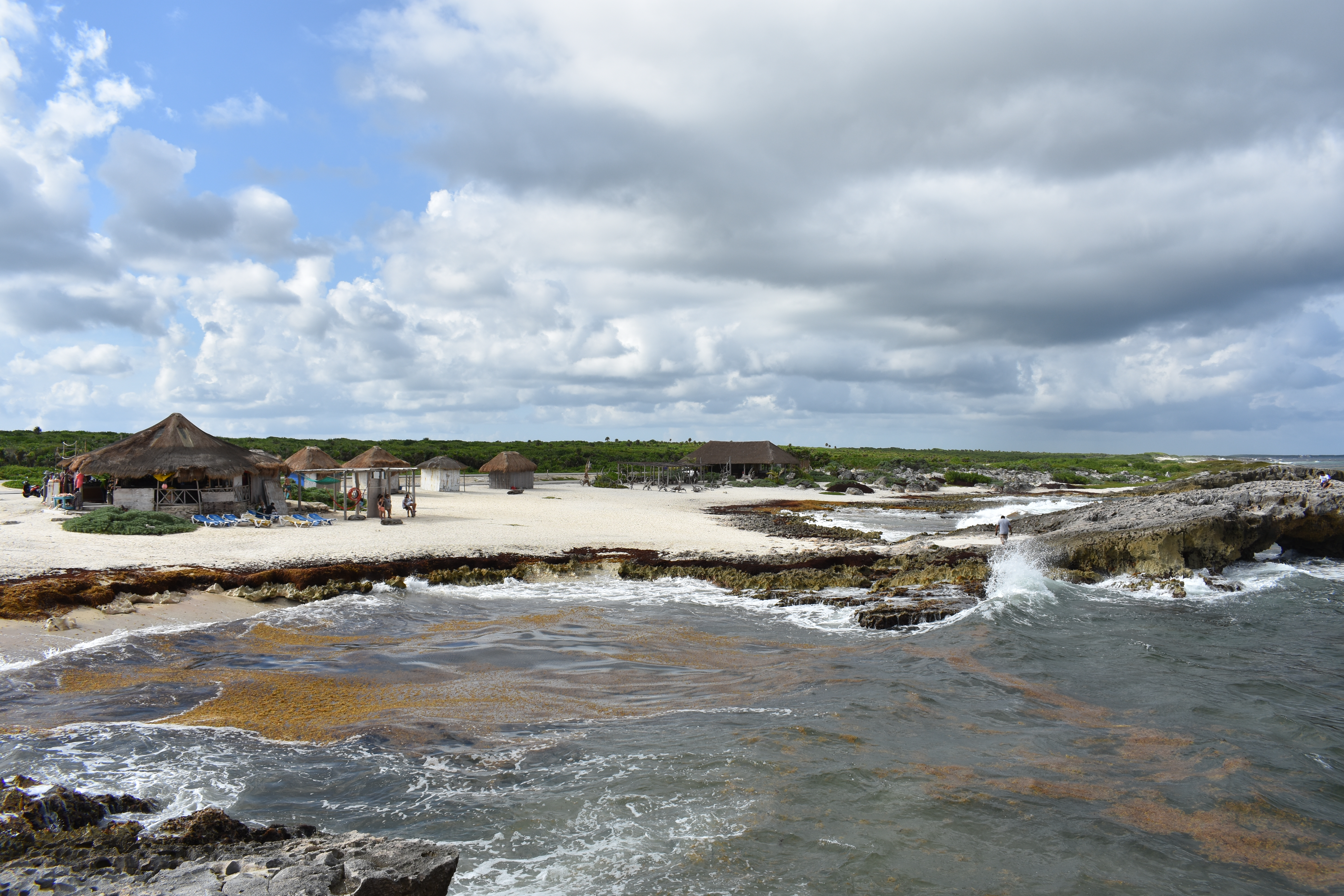
Playa El Mirador, Cozumel

Cozumel posee un porcentaje mínimo de industrias, por lo que depende del turismo para desarrollarse. Los alimentos y bienes manufacturados son embarcados desde tierra firme hacia la isla.
La isla se destaca como destino turístico, principalmente por sus sitios dedicados al buceo.

## Fiestas y tradiciones

### La Feria del Cedral

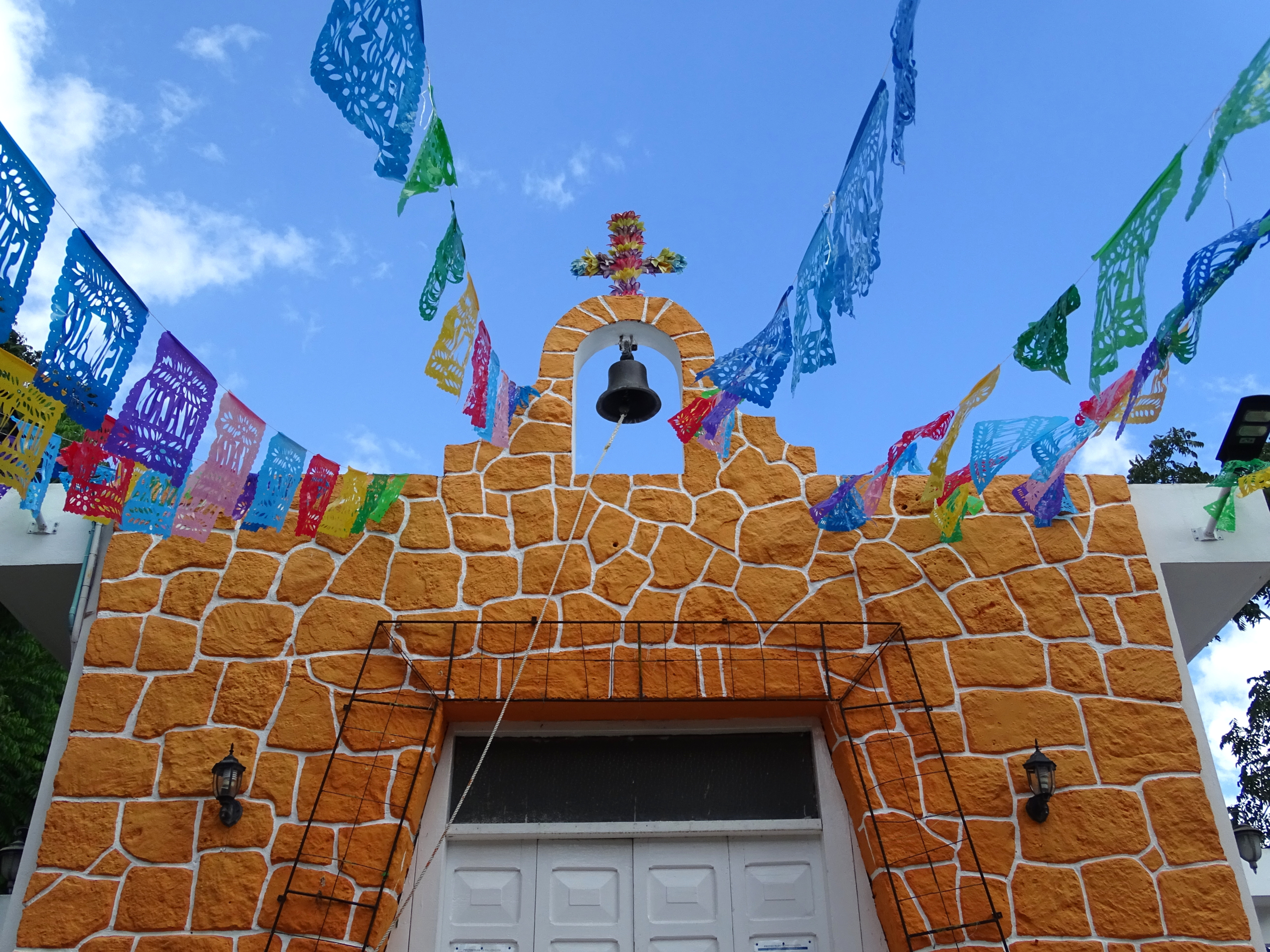
El Cedral

Las Fiestas de la Santa Cruz y Feria del Cedral, es una tradición que data del año 1848. Es una de las celebraciones más antiguas de la Península de Yucatán y se lleva a cabo en el pequeño poblado de El Cedral, en el sur de la isla de Cozumel.
El Cedral es celebrado típicamente del 29 de abril al 3 de mayo para conmemorar el día de la Santa Cruz. Durante la “Guerra de Castas” en 1848, los habitantes de Sabán, un pueblo pequeño en tierra firme en la Península de Yucatán, México, fueron expulsados por los nativos que atacaron a la población y masacraron a parte de sus habitantes. Casimiro Cárdenas, uno de los sobrevivientes, llevaba una cruz de madera, cuando despertó, creyendo que era la cruz lo que había salvado su vida. Una vez resguardado en Cozumel, Casimiro Cárdenas y otros refugiados hicieron el juramento de honrar a la Santa Cruz. Pactaron que si se salvaban del tormento y la enfermedad, celebrarían la gracia de Dios en la misma fecha cada año por el resto de sus vidas y las vidas de sus descendientes.
En el atrio de la capilla del Cedral se encuentra una réplica de la llamada Cruz de Cozumel o Cruz de la Conquista. Se trata de una escultura tallada en piedra de 8 dm de altura conteniendo en relieve la imagen de Cristo Crucificado, la misma que descansa sobre un basamento en el cual se destaca una placa conteniendo el texto descriptivo de la importante pieza del arte sacro colonial. Fue erigida a instancias del H. Ayuntamiento de Cozumel luego de una minuciosa labor de investigación y localización de la pieza original, realizada por el Arq. e historiador Raúl Alcalá Erosa, el mismo que supervisó la labor escultórica de la fiel reproducción así como su traslado y emplazamiento. 
La bendición de este histórico crucifijo pétreo estuvo presidida por el Arzobispo Primado de México Cardenal Norberto Rivera Carrera en solemne misa celebrada e 6 de mayo de 2003. Otra versión de la misma obra fue enviada en el año 2012 a Cozumel, por el propio Arq. Alcalá Erosa, la cual se encuentra en el altar mayor de la iglesia de Corpus Christi.

### Carnaval de Cozumel

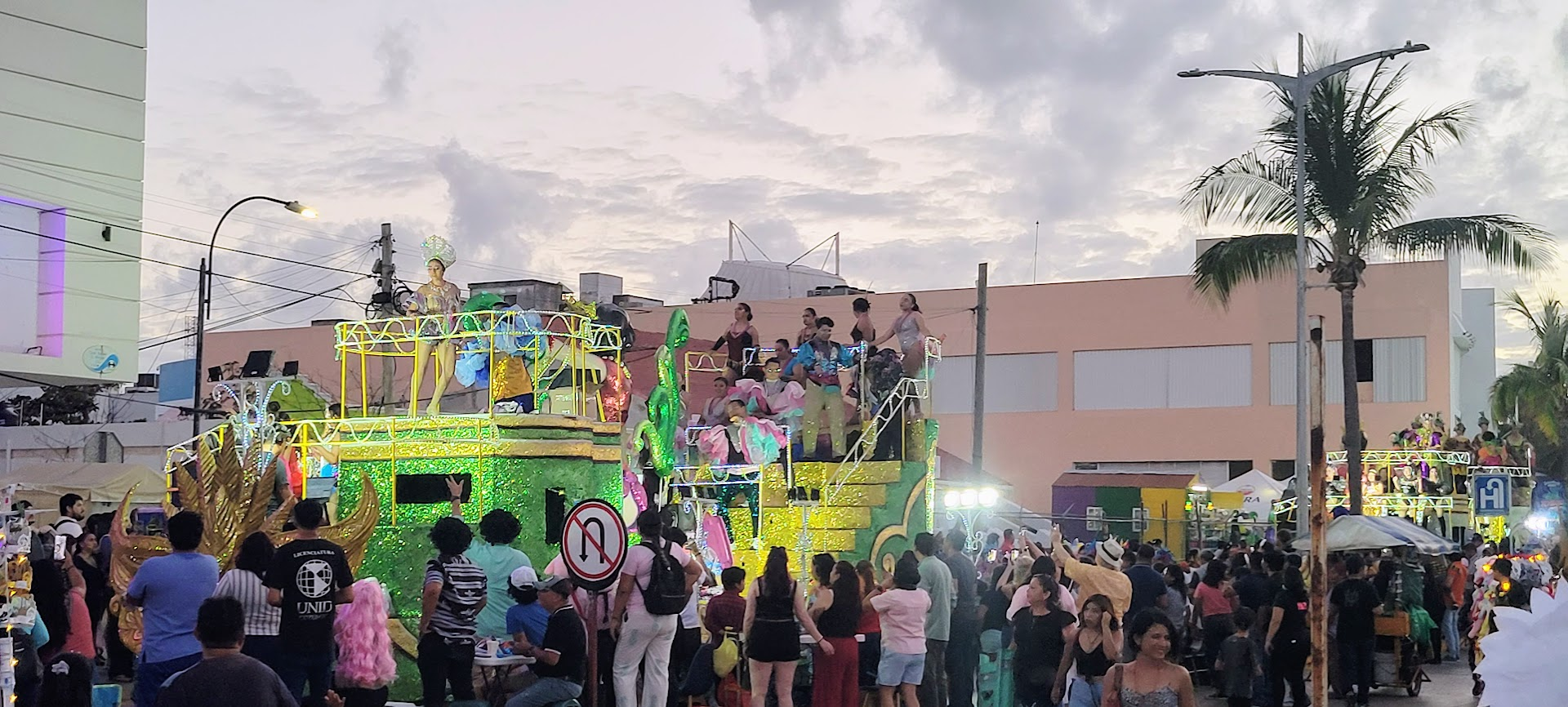
El desfile durante el Carnaval de Cozumel 2024

El Carnaval de Cozumel, es de los más antiguos de México y de los más importantes. Es una mezcla de diversas expresiones culturales, bailes y ritmos de la Península de Yucatán y del Caribe.
Con orígenes en 1874, es una tradición iniciada por familias migrantes provenientes de Yucatán, Campeche y otros lugares, que encontraron en Cozumel un nuevo hogar. Siendo Cozumel una localidad pequeña por más de 100 años, su carnaval fue elemento importante de la convivencia familiar y sello distintivo de la pacífica y alegre vida isleña.
Reconocido en 2007 por CPTM como uno de los 8 carnavales más relevantes del país, distinción que comparte con Veracruz, Mazatlán, Campeche, Mérida, Tlaxcala, Morelos Y Oaxaca. En el 2015 fue invitado como miembro de la Red de Carnavales del Caribe, siendo representante de México y miembro fundador junto a otros 10 países.

## Política

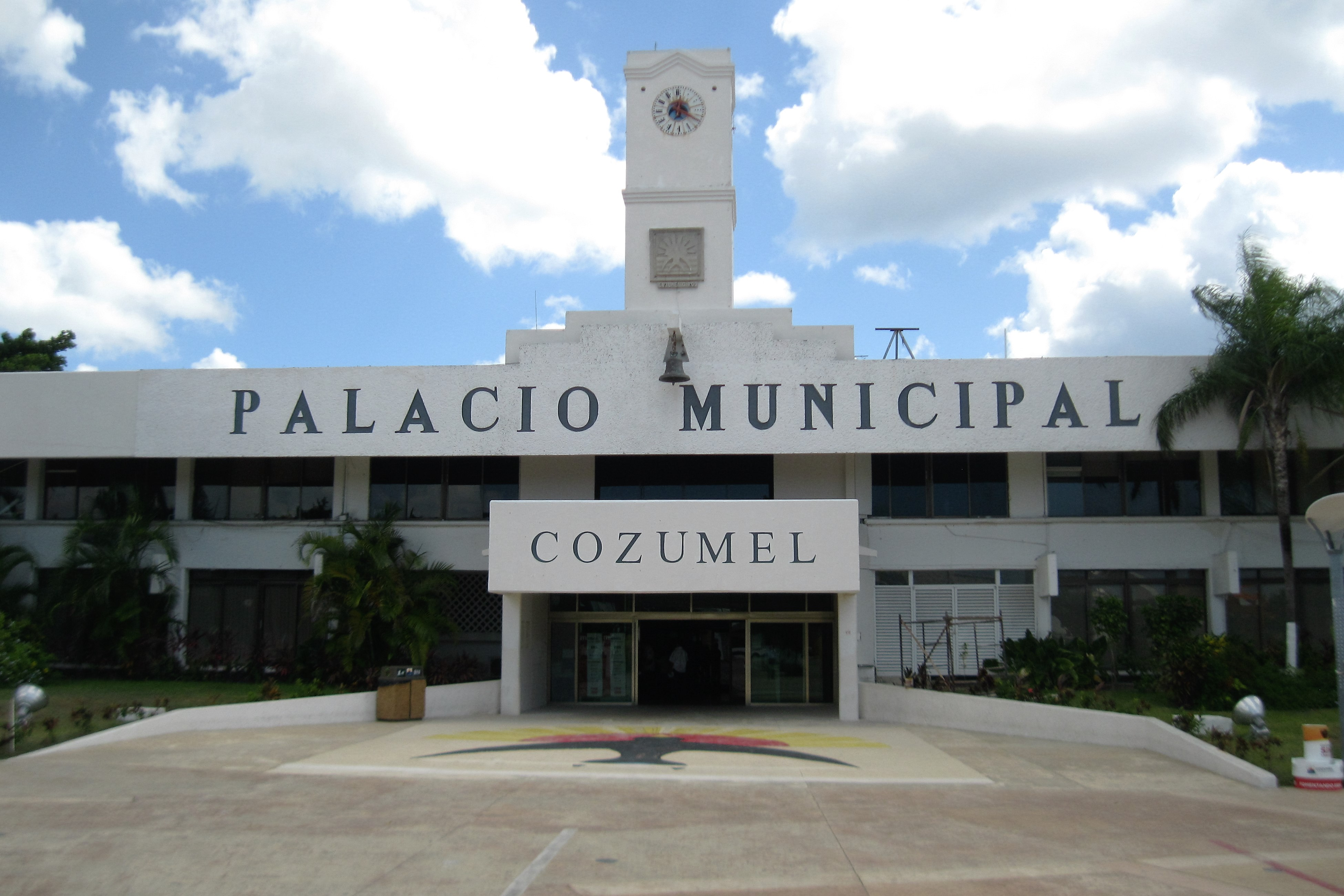
Sede del gobierno municipal de Cozumel, en San Miguel de Cozumel

La isla de Cozumel es el principal constituyente geográfico del municipio de Cozumel, que está integrado además de la isla por dos pequeños enclaves en el continente: Calica y Xel-Há, tiene este territorio desde 1993. Anteriormente, desde 1974 cuando fue creado, el municipio de Cozumel estaba integrado además por una parte del territorio de los municipios de Solidaridad  y Tulum. El gobierno municipal está conformado por un ayuntamiento integrado por un presidente municipal y el cabildo que consta de nueve regidores, seis electos por mayoría relativa y tres por el principio de representación proporcional, todos electos para un periodo de tres años no reelegibles para el periodo siguiente. Todos estos funcionarios entran a ejercer su cargo el día 10 de abril del año de la elección.
En el 2024 los cozumeleños eligieron por medio de votación electoral al presidente Lic. José Luis Chacón Méndez del partido Movimiento de Regeneración Nacional (MORENA).

### Representación legislativa
Para la elección de Diputados locales al Congreso de Quintana Roo, y de Diputados federales a la Cámara de Diputados del Congreso de la Unión, el municipio se encuentra integrado a los sig. Distritos electorales de la siguiente manera:
Local:
- Distrito electoral local 11 de Quintana Roo con cabecera en San Miguel de Cozumel.

Federal:
- Distrito electoral federal 1 de Quintana Roo con cabecera en Playa del Carmen.[24]

### Presidentes municipales
- (1975 - 1978):  Germán García Padilla
- (1978 - 1981):  Carlos Antonio González Fernández
- (1981 - 1984):  Fausto Leonel Villanueva Marrufo
- (1984 - 1987):  Juan José Calzada Marrufo
- (1987 - 1990):  Jorge Martín Angulo
- (1990 - 1993):  Luis Alberto González Flores
- (1993 - 1996):  Germán García Padilla
- (1996 - 1999):  Víctor Manuel Vivas González
- (1999 - 2002):  Félix González Canto
- (2002 - 2005):  Carlos Rafael Hernández Blanco
- (2005 - 2008):  Gustavo Ortega Joaquín
- (2008 - 2011):  Juan Carlos González Hernández
- (2011 - 2013):  Aurelio Omar Joaquín González
- (2013 - 2016):  Fredy Marrufo Martín
- (2016 - 2018):  Perla Cecilia Tun Pech
- (2018 - 2021):  Pedro Joaquín Delbouis
- (mayo 2021 - julio 2021 ) (Interino) José Elías Farah Ceh
- (2021 - 2024):  Juanita Obdulia Alonso Marrufo
- (2024 - 2027): José Luis Chacón Méndez